# Je cherche après Titine
Je cherche après Titine è una canzone francese composta nel 1917  (musica di Léo Daniderff e testo di Bertal-Maubon ed Henri Lemonnier, originariamente interpretata da Édith Piaf.
La canzone fu resa celebre nel mondo con la versione cantata da Charlie Chaplin nel film Tempi moderni (1936).
La canzone fu inoltre ripresa in seguito in molte versioni, tra cui quelle di Jacques Helian (1952), Andrex (1958), Yves Montand (1959) e Georgette Plana (1971). La sua musica fu inserita anche nella colonna sonora del film I vitelloni.
La versione italiana è intitolata Io cerco la Titina e fu tradotta negli anni venti da Guido Di Napoli, interpretata da Pippo Starnazza con il Quintetto del Delirio (Odeon, 
p. 641) nel film del 1942 Noi vivi.

## Esecuzione nel filmTempi moderni
Pur non pronunciando mai parola nell'arco del film Tempi moderni (altri attori lo fanno, anche attraverso didascalie), Chaplin interpreta una canzone memorabile. Lo strampalato testo, posto sulla musica di Je cherche après Titine, è un grammelot, in questo caso un misto di parole in francese, spagnolo e italiano, spesso storpiate e messe assieme senza un vero costrutto. La versione di Chaplin è anche nota come Nonsense Song. I Montefiori Cocktail incidono la versione lounge del brano per l'album Raccolta n. 3 del 2003 (V2, VVR1025252).